# Óptica ciudadana
La óptica ciudadana, o People View, es un nuevo movimiento fotográfico que pretende resaltar el hecho de estar rodeados de maravillas que no sabemos o podemos, por diferentes razones, apreciar.
De hecho, numerosas veces descubrimos en un museo de arte moderno que ese objeto impactante no es otro que el que tenemos tirado en algún lugar de nuestro depósito doméstico.
O, al mirar una fotografía o un video casero, descubrimos un hermoso lugar que "no sabíamos" que existía, pero por el que habíamos pasado todos los días en el camino a nuestro trabajo.
El fotógrafo amateur, ese artista-fotógrafo que se encuentra en cada persona a la hora de querer capturar un momento que despierta su sensibilidad, ese artista que necesita llevar su cámara digital cuando va al parque cercano, a China o a Grecia, no puede quedar relegado de los diferentes movimientos artísticos.
La sensibilidad no se descubre ni se enseña en una escuela de fotografía, sino que en ella se aprenden técnicas que permiten a la persona capturar elementos y paisajes casi en forma artificial, utilizando luces, lentes, filtros y películas especiales.
La óptica ciudadana trata de inducir a la captura y muestra de imágenes naturales, tomadas en cualquier momento y bajo cualquier condición.
También se pretende que las fotografías sean tomadas con cámaras digitales y no sean posteriormente retocadas con programas de edición
En estos tiempos que corren, donde cada vez más la tecnología se nos mete por los poros, y donde se juega a lograr un resultado más perfecto, sin importar la esencia, la óptica ciudadana pretende que las fotos sean capturadas "poniendo el corazón".
- Datos: Q6174661